# ادواردو سورنینی
ادواردو سورنینی (ایتالیایی: Edoardo Severgnini; ۱۳ مهٔ ۱۹۰۴ – ۶ فوریهٔ ۱۹۶۹) دوچرخه‌سوار اهل ایتالیا بود.